# 堂島村 (福島県河沼郡)
堂島村（どうじまむら）は福島県河沼郡にあった村。現在の会津若松市河東町の西半にあたる。

## 地理
- 河川：日橋川、溷川

## 歴史
- 1889年（明治22年）4月1日 - 町村制の施行により、郡山村、代田村、谷沢村、岡田村、大田原村、広野村、熊野堂村、福島村の区域をもって発足。
- 1957年（昭和32年）4月1日 - 日橋村と合併して河東村が発足。同日堂島村廃止。
- 1978年（昭和53年）4月1日 - 河東村が町制施行して河東町となる。
- 2005年（平成17年）11月1日 - 河東町が会津若松市に編入。

## 交通

### 鉄道路線
- 日本国有鉄道
  - 磐越西線
    - 堂島駅

### 道路
- 国道121号（米沢街道）